# Via de' Giraldi
Via  de' Giraldi è una strada del centro storico di Firenze, che va da via Ghibellina a Borgo Albizi, incontrando a circa metà del tracciato via de' Pandolfini. 

## Storia
Un tempo si chiamava via di chiesa di San Procolo (Firenze), dalla chiesa posta all'angolo con via de' Pandolfini. 
Nella pianta di Firenze delineata nel 1731 da Ferdinando Ruggieri appare tuttavia già attestata la denominazione attuale, dal nome dell'antica famiglia che qui ebbe le case. 

## Descrizione
Si tratta di una strada secondaria, sulla quale guardano per lo più i prospetti laterali di palazzi che hanno il fronte principale sui tracciati perpendicolari, di maggior rilievo in quanto di collegamento tra il centro e le aree periferiche. Modesto il passaggio sia di pedoni sia di veicoli. Da segnalare tuttavia come la via sia gratificata dall'innestarsi con borgo degli Albizi in corrispondenza del palazzo Ramirez da Montalvo, per cui è da qui che si ha la visione ottimale della sua facciata a sgraffito. 
La pavimentazione è a lastrico posato alla rinfusa, con marciapiedi da ambedue i lati.

### Edifici
| Immagine | N°   | Nome                            | Descrizione |
| -------- | ---- | ------------------------------- | --- |
|          | 2    | Palazzo Borghese                | Su via de' Giraldi il grande palazzo di Camillo Borghese ha un paramento esterno è privo di elementi architettonici di interesse, e tuttavia da segnalare (come ricorda una lapide moderna) per aver inglobato in questa zona l'area dove avevano avuto le loro case Giovanni, Matteo e Filippo Villani, e quindi, secondo la tradizione, dove questi "dettarono le Cronache fiorentine". Questo precedente edificio, rimasto alla famiglia Villani, è da individuarsi con quello ricordato da Filippo Baldinucci "[di]rimpetto a S. Procolo", al tempo arricchito sul prospetto da grottesche a graffito realizzate da Bernardino Poccetti. Poco distante dalla memoria è il tabernacolo con Madonna e Bambino dipinti da Giuseppe Bezzuoli sempre per commissione dei Borghese. |
|          | 5    | Casa                            | La casa a ridosso di San Procolo, di un solo asse, mostra al secondo piano, vicino a una finestra, uno stemma della Badia fiorentina. Potrebbe trattarsi di un pietrino che ricordava l'appartenenza dell'edificio ai beni dei monaci benedettini, e in questo caso doveva trovarsi originariamente in tutta probabilità sul portale originale. In occasione di una ristrutturazione otto-novecentesca dovette essere spostato in questa posizione inusuale. |
|          | s.n. | San Procolo                     | L'antica chiesa romanica risalente al XIII secolo era orientata fino al Cinquecento verso ponente. Fu ristrutturata dal 1739 al 1743 quando divenne sede della confraternita di Sant'Antonio Abate dei Macellai, soppressa poi nel 1785 e, definitivamente XIX secolo. Nel 2019 la chiesa e le sue opere sono state acquistato dallo Stato per destinarle ad ampliare il vicino museo del Bargello. |
|          | 9-11 | Casa Pandolfini                 | Sulla facciata della fabbrica un restauro novecentesco ha riportato in luce vari elementi dell'edificio tre quattrocentesco (con molte integrazioni in malta di cemento) già della famiglia Pandolfini, che ha il suo fronte principale sull'omonima via (al 28). |
|          | 4    | Casa Boscoli                    | L'edificio conserva ai piani più bassi il carattere quattro cinquecentesco, mentre il resto è stato ridisegnato con un finto bugnato. Si noti il portone al 10r, con arcata originaria ma con la luce ampliata tramite due mensole sorrette da stipiti più recenti e ridotti di spessore, secondo una soluzione più volte riscontrabile nella zona. Accanto al portale minore dell'edificio si nota una buchetta del vino. |
|          | 6    | Casa Giraldi                    | Si tratta di un edificio di dimensioni contenute, a due piani più un mezzanino. Conserva il disegno cinquecentesco al piano nobile, mentre è stato alterato al piano terreno. |
|          | 15   | Palazzo Tornaquinci Della Stufa | Qui è il secondo fronte dell'esteso palazzo Tornaquinci Della Stufa, già dei Pazzi, che si estende su borgo degli Albizi 29, confinando con il più noto palazzo Pazzi della Congiura. Sulla cantonata con questa via, sorretto da una bella mensola a foglie d'acanto con nastri svolazzanti, è uno scudo con l'arme della famiglia Lucalberti (d'azzurro, al volo abbassato d'oro). |
|          | 10   | Casa Giraldi                    | Posta sul canto con borgo degli Albizi, la casa sorge dove nel Medioevo erano varie proprietà della famiglia Giraldi e, in particolare, una torre posta in angolo (si veda il volume soprelevato corrispondente). Segnalato nella letteratura come del XVI secolo, pur inglobando certamente preesistenze significative visto l'area dove si erge, attualmente si presenta come palazzo degli inizi dell'Ottocento, seppure notevole per estensione (sette assi per tre piani) e disegno, ispirato originalmente alla tradizione architettonica rinascimentale. D'altra parte lo stesso Decreto Ministeriale del 1966 che ha portato a sottoporre la facciata alla normativa di tutela, ne ha rilevato il valore proprio come "eccezionale documento storico" del XIX secolo, segnalandone poi "l'intrinseca bellezza determinata dalla proporzione dei vari piani e dal disegno di esecuzione dei particolari architettonici", con una sensibilità nei confronti della cultura architettonica ottocentesca decisamente inusitata per gli anni sessanta. Da annotare, in vicinanza di borgo degli Albizi, la presenza del tabernacolo con la Madonna in trono tra i santi Pietro e Benedetto, già creduta di Giotto (Firenze 1850), quindi ricondotta a Taddeo Gaddi (Allodoli-Jahn Rusconi), a Bicci di Lorenzo (Borsook) e ora attribuita a Cenni di Francesco di ser Cenni. |

### Lapidi
Sulla parete di palazzo Borghese, si legge:
| GIOVANNI MATTEO E FILIPPO VILLANI QUI EBBERO LE LORO CASE E VI DETTARONO LE CRONACHE FIORENTINE |

### Tabernacoli

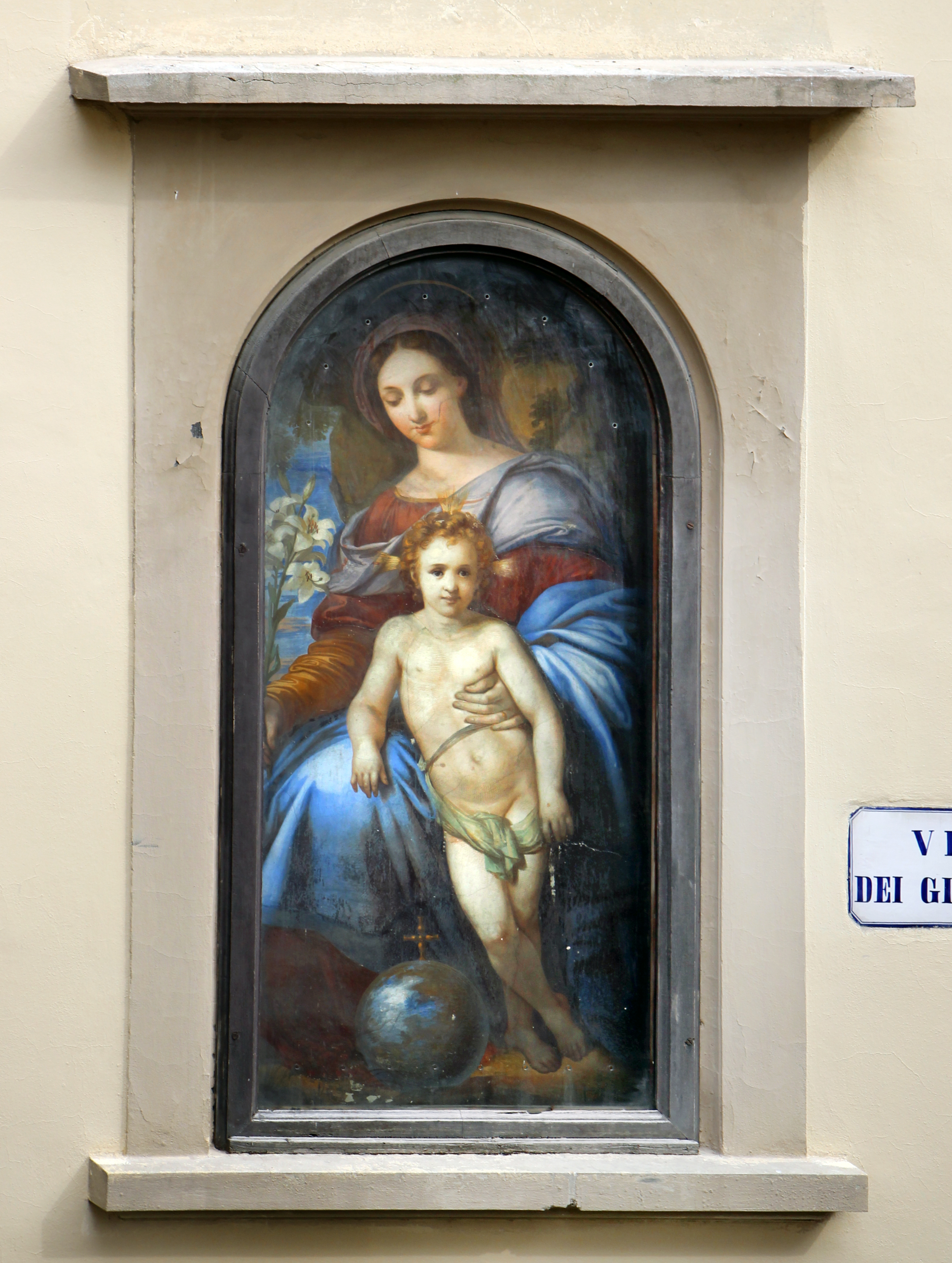
Il tabernacolo di Giuseppe Bezzuoli

Poco distante dall'angolo con via de' Pandolfini, presso il n. 2, è il tabernacolo con Madonna e Bambino dipinto da Giuseppe Bezzuoli per commissione dei Borghese, al cui palazzo si appoggia. "Nel marzo 1822 doveva iniziare la costruzione della facciata (del palazzo Borghese) su via San Procolo, per la quale il Baccani aveva fatto un disegno". Originariamente si trovava qui una pittura dell'Adorazione del Bambino coi santi Giuseppe e un vescovo (san Procolo?) di Bernardino Poccetti, commissionata dai Villani (ricordati nella vicina lapide), il quale aveva dipinto anche la facciata, tutte opere oggi perdute. Il Bezzuoli fu chiamato a rifare l'affresco mentre lavorava alle decorazioni interne del palazzo Borghese, e rappresentò una Madonna del Giglio con Gesù Bambino piuttosto grandicello, influenzato nella figura allungata dal gusto neoclassico; ai suoi piedi si trova la sfera del globo terracqueo, sormontato la croce cristiana. 
In prossimità di borgo degli Albizi, al n. 10, si trova il tabernacolo con la Madonna in trono tra angeli e i santi Pietro e Benedetto, già creduto di Giotto (Firenze 1850), quindi ricondotto a Taddeo Gaddi (Allodoli-Jahn Rusconi), a Bicci di Lorenzo (Borsook), a Jacopo del Casentino (Guarnieri) e ora attribuito a Cenni di Francesco di ser Cenni  e da mettere in relazione con la vicinanza del monastero femminile di San Pier Maggiore. Fu restaurato nel 1953 da Luigi Rossini, e nel 2005 da Patrizia Riva (Consorzio Cer) per interessamento della Banca Toscana.

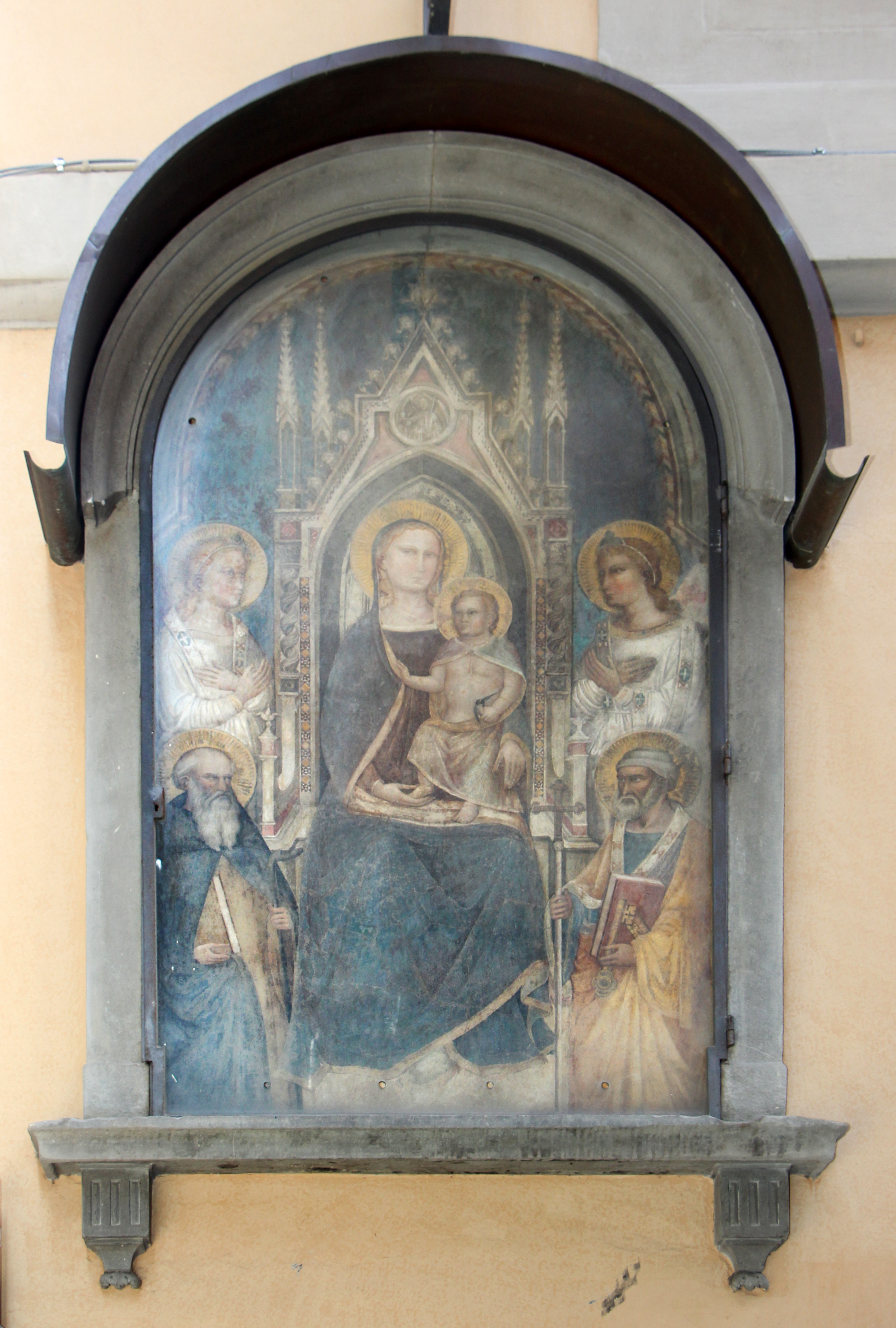
Il tabernacolo attr. a Cenni di Francesco